# 準暴力団
準暴力団（じゅんぼうりょくだん）は、日本に存在する、暴力団に準じる犯罪行為を行う集団をさす言葉。

## 概要
2013年3月、警察庁は暴力団対策法に基づく指定や認定ではなく暴力団に準じる治安を脅かすような反社会的勢力を「準暴力団」と定義し、集団の実態解明と取締りを強化するように日本全国の警察に通達を出した。
準暴力団は、暴走族を構成していた人などを中心として構成されており、暴力的な不法行為を行っているとされる。また、暴力団と密接な関係を持っている準暴力団も存在する。

## 実態
暴力団の組織構造が明確であるのに対し、準暴力団の上下関係・組織構造は流動的で、犯罪を行うたびに構成員が離合集散を繰り返す。元暴力団員や地下格闘技の元選手が中核となっている場合もあるが、現役の暴力団員が加入している事例もある。
準暴力団の団体数や人数は詳しくは解明されていないものの、繁華街や歓楽街で続発している暴行や傷害や恐喝などの犯罪行為は準暴力団によるものとされる。準暴力団の収入源の多くはみかじめ料や特殊詐欺であるとされており、既存の暴力団と連携して組織的に犯罪行為をした例もある。
準暴力団の中には、特殊詐欺や窃盗などによって蓄えた資金を更なる違法活動の資金に充てるなど、活発な活動を行っている集団が数多く見られる。その資金を暴力団に上納するなど暴力団と関係を持っていたり、暴力団と準暴力団が共謀して犯罪を行っていたり、準暴力団が暴力団と準暴力団を仲介する役割を果たしている場合がある。